# Ludlow Griscom
Ludlow Griscom (New York, 17 de junho de 1890 – Cambridge, 28 de maio de 1959) foi um ornitólogo norte-americano.

## Publicações
- (com Alexander Sprunt Jr.) The Warblers of North America, New York: Devin-Avair (1957).
- Audubon's Birds of America, Macmillan (1950)